# Pamela Habibović
Pamela Habibović, ook wel Habibovic (Tuzla, 12 maart 1977), is een Nederlands-Bosnisch scheikundige en biochemicus, alsmede hoogleraar en bestuurder aan de Universiteit Maastricht. Ze is gespecialiseerd in weefselherstel door middel van anorganische biomaterialen, een technologie die toegepast kan worden in de regeneratieve geneeskunde. Habibović was/is als onderzoeker verbonden aan de universiteiten van Twente (tot 2014) en Maastricht. In Maastricht was ze mede-oprichter, later directeur van het MERLN Institute. Per 1 februari 2022 is zij rector magnificus van de Universiteit Maastricht.

## Biografie

### Jeugd en opleiding
Pamela Habibović werd geboren in het Bosnische Tuzla, maar groeide op in Srebrenica. Ze vluchtte in 1992, aan het begin van de Bosnische Burgeroorlog, met haar moeder en zusje naar Nederland. Haar vader bleef achter en kwam drie jaar later tijdens het bloedbad van Srebrenica om het leven. Na een verblijf van driekwart jaar in een asielzoekerscentrum in Burgh-Haamstede, volgde ze de middelbare school in Steenbergen. Daarna koos ze voor een hts-studie chemische technologie, waarvoor ze cum laude slaagde, gevolgd door een stage bij een chemisch laboratorium. Daarna wist ze zeker dat ze wetenschapper wilde worden. Ze promoveerde in 2005 aan de Universiteit van Twente (UT) op een proefschrift getiteld: Properties and clinical relevance of osteoinductive biomaterials. Van 2005 tot 2008 deed ze post-doctoraal onderzoek aan het Children’s Hospital / Harvard Medical School in Boston, VS, en aan de McGill-universiteit in Montreal, Canada.

### Loopbaan
Na haar terugkeer in Nederland was Habibović van 2008 tot 2014 werkzaam aan het MIRA Instituut voor Biomedische Technologie en Technische Geneeskunde van de Universiteit van Twente, eerst als assistent van Clemens van Blitterswijk, daarna als co-professor.
In 2014 verhuisde Van Blitterswijk met zijn team van zestien wetenschappers van de UT naar de Universiteit Maastricht (UM). Drie medewerkers, waaronder Van Blitterswijk en Habibović, werden aangesteld als hoogleraar. Habibović werd hoogleraar anorganische biomaterialen aan de Faculty of Health, Medicine and Life Sciences van de UM. Samen met Van Blitterswijk richtte ze aan dezelfde universiteit het MERLN Institute for Technology-Inspired Regenerative Medicine op. Het instituut, gevestigd op de Brightlands Maastricht Health Campus in Maastricht-Randwyck, had in 2017 120 medewerkers. In 2018 volgde Habibović Van Blitterswijk op als directeur van MERLN.
Op 18 november 2021 maakte de UM bekend dat Habibović de elfde rector magnificus van de Universiteit Maastricht zou worden, als opvolgster van Rianne Letschert. Habibović nam op 1 februari 2022 haar nieuwe taak op zich.

### Overige activiteiten, prijzen
Habibović heeft circa honderd wetenschappelijk publicaties op haar naam staan, die ruim 9000 maal geciteerd werden. Haar Hirsch-index bedroeg 43 in 2022. Voor haar onderzoek ontving ze prestigieuze Veni- (2009), Aspasia- (2013) en Vidi-beurzen (2017) van de Nederlandse Organisatie voor Wetenschappelijk Onderzoek (NWO). Samen met vijf andere aanvragers, ontving ze een beurs van 18,8 miljoen euro van het Ministerie van Onderwijs, Cultuur en Wetenschap voor onderzoek naar "Materials-Driven Regeneration". Habibović is 'fellow' van de Royal Society of Chemistry. In 2013 werd ze gekozen tot lid van de European Society for Biomaterials (ESB), waarvan ze enkele jaren voorzitter was. In hetzelfde jaar ontving ze de ESB Jean Leray Award. Ze is mede-uitgever van de tijdschriften Acta Biomaterialia, Royal Society of Chemistry Journal Biomaterials Science, Wiley Journal Advanced Healthcare Materials en BMC Journal Biomaterials Research en voor haar rectorschap ook mede-uitgever van Journal of Materials Science: Materials in Medicine, Advanced Biomaterials and Devices in Medicine en Biomatter.

In de podcastreeks De 11 stemmen van Srebrenica (VPRO) vertelt Habibović over haar vader Hamdija Habibović, een van de 8372 slachtoffers van het bloedbad van Srebrenica.

## Privé
Pamela Habibović is gehuwd, heeft twee kinderen en woont met haar gezin in Utrecht.